# Premier Guitar
Premier Guitar je americký hudební časopis věnovaný kytaristům. Jeho náplní jsou originální rozhovory s osobnostmi a recenze alb. Jedná se o měsíčník, každý měsíc vychází jedno vydání, kromě toho je vydáváno prázdninové třinácté vydání. 
První číslo časopisu vyšlo v červenci 2007. Ve své historii Premier Guitar přinesl rozhovory s nevlivnějšími rockovými kytaristy Peterem Townshedem ze skupiny The Who, Ron Woodem z The Rolling Stones, Joem Perry z Aerosmith, Guthrie Govanem, Bredem Hindsem a Billem Kelliherem ze skupiny Mastodont, Davem Mustainem a Chrisem Broderickem z Megadethu a také s Yuri Landmanem.